# Dracocephalum subcapitatum
Dracocephalum subcapitatum là một loài thực vật có hoa trong họ Hoa môi. Loài này được (Kuntze) Lipsky mô tả khoa học đầu tiên năm 1910.